# Jannet Alvarado
Jannet Emperatriz Alvarado Delgado (Cuenca, 11 de noviembre de 1963) es una pianista, musicóloga y compositora ecuatoriana. El 19 de abril de 2017 fue distinguida con la Condecoración Doctora Matilde Hidalgo de Prócel como reconocimiento a sus méritos culturales, que le fue otorgada por la Asamblea Nacional del Ecuador.

## Biografía
Jannet Alvarado nació en Cuenca el 11 de noviembre de 1963, destacando ya desde niña por su habilidad tocando el piano. Posteriormente ingresaría en el Conservatorio José María Rodríguez donde continuó su formación. Empezó a escribir música de forma autodidacta.
Más tarde viajó a España lo cual le permitió continuar su formación en la Universidad de Santiago de Compostela. Consiguió su doctorado en musicología en la Pontificia Universidad Católica Argentina con el tema: Música y literatura en Cuenca. El pasillo, identidad, performatividad e historia (siglos XX y XXI).
En 1989 escribió una obra para orquesta sinfónica titulada “De las Concesiones”. En las composiciones que creaba incluyó poesías de Efraín Jara, Cristóbal Zapata, Galo Torres, Sara Vanegas o Roy Siguenza.
Fue profesora de piano en el Conservatorio, y posteriormente en la Universidad del Azuay en donde se graduó en musicología. Participó en la banda sonora para el cuento Julián en el Barranco.

## Reconocimientos
Ganó el IV Concurso de Proyectos de Investigación de la Universidad de Cuenca en el año 2005, y de nuevo en el año 2010. En 2017 fue reconocida por la Asamblea Nacional del Ecuador con la Condecoración Doctora Matilde Hidalgo de Prócel por sus méritos culturales.

## Obras

### Libros
- Música y literatura en Cuenca: EL PASILLO, performatividad e historia, GAD Municipal del Cantón Cuenca (2019).[5]
- Estimulación de las inteligencias múltiples a través de los elementos de la música y del sonido, Universidad de Cuanca (2012).[2]

### Composiciones musicales
- De las Concesiones[6]
- Ciclo de composiciones contemporáneas para soprano, violín, violoncello y piano[6]
- Letanía para cuerdas y percusión [6]
- Chacona para Banda Sinfónica [6]
- Ópera Ipiak y Súa[6]
- Ópera El Jurupi encantado[6]
- Vanitas Vanitatum[6]
- Banda sonora del cuento Julián en el Barranco[6]